# Savannah (attrice pornografica)
Savannah, pseudonimo di Shannon Michelle Wilsey (Laguna Beach, 9 ottobre 1970 – Burbank, 11 luglio 1994), è stata un'attrice pornografica statunitense. Nel corso della sua carriera ha interpretato più di 100 video a luci rosse e diverse pellicole per adulti. Considerata una tra le più illustri protagoniste dell'industria hard americana, è diventata famosa nel corso della sua breve carriera (1990-1994) anche per la sua turbolenta vita privata. Nel 2002 la AVN l'ha classificata al 19º posto tra le migliori 50 pornostar di tutti i tempi.

## Biografia
Shannon Michelle Wilsey nacque da Richard Michael Wilsey e Pamela Winnett. Nel 1972 la madre sposò Josè Longoria, che la crebbe, e si trasferirono in Texas. Visse poi brevemente con il padre a Oxnard, in California, e poi con i nonni a Mission Viejo. All'età di tredici anni, scoprì che l'uomo che la stava crescendo non era il suo padre biologico, fatto che provocò in lei un profondo senso di smarrimento. Dall'età di 16 anni iniziò a far uso di droghe, tra cui l'eroina.
Dopo aver recitato in film tradizionali nel 1990, iniziò la carriera pornografica e nel 1991 firmò un contratto con la Vivid Entertainment. Diventò presto nota ai seguaci del porno vincendo il premio come AVN Award for Best New Starlet l'anno seguente. L'iniziale successo non portò bene alla neo diva, che continuò a fare uso pesante di droghe e a sperperare grandi quantità di denaro, tanto da avere in seguito guai finanziari. Nonostante i problemi sempre più crescenti nel suo privato, la giovane attrice riesce a farsi un nome e viene ricordata dalla Vivid come una donna dal temperamento asciutto.
Wilsey fece parlare di sé anche per la scabrosa relazione avuta con la modella pornografica Jeanna Fine, che Savannah dichiarò essere stata la persona di cui si innamorò più velocemente e a cui tenne di più. Ebbe anche molte relazioni con musicisti, sulla linea delle groupies: dalla più celebre, quella con Billy Idol, ad altre con Gregg Allman, con il bassista Billy Sheehan, con Slash dei Guns N' Roses e con Vince Neil dei Mötley Crüe. Fu impegnata sentimentalmente anche con l'attore Pauly Shore.

## La morte
Alle ore 2:00 circa dell'11 luglio 1994, Wilsey guidava la sua Chevrolet Corvette con un amico, Jason Swing: i due stavano facendo ritorno a casa dopo un party. A detta di chi esaminò il caso, entrambi erano ubriachi. La macchina si schiantò su una staccionata, che le sfregiò il viso e le ruppe il naso. Scamparono entrambi alla morte e si fecero curare all'ospedale. Una volta tornata a casa, avendo timore che questo incidente potesse compromettere la sua carriera di porno attrice e trovandosi con ingenti debiti da estinguere, decise di togliersi la vita sparandosi con una Beretta 9 mm nel garage della sua abitazione, quando era ancora in compagnia di Swing, che avvertì subito Nancy Pera. Quest'ultima accorse e chiamò subito i soccorsi. Savannah venne trasportata in ambulanza, ma dopo nove ore di stato comatoso, il padre autorizzò lo spegnimento del macchinario che la teneva in vita, e l'attrice morì alle 11:20 al St. Joseph's Medical Center di Burbank in California, a soli 23 anni.
Dopo la sua morte, i familiari imputarono la colpa di quanto accaduto al clima dell'industria hard, chiedendo spiegazioni alle autorità. Fu chiaro, una volta terminate le indagini, che Wilsey era in crisi depressiva da diversi anni a causa dell'uso frequente di droghe, ai problemi finanziari e alle relazioni fallimentari.

## Cultura di massa
La rock band Okkervil River, di Austin, ha scritto e interpretato ben tre brani sulla vita e l'epoca di Savannah: Red dall'album Don't Fall in Love with Everyone You See, Savannah Smiles da The Stage Names, e (Shannon Wilsey on the) Starry Stairs da The Stand-Ins. Nel 2012 si è diffuso sul web un mediometraggio intitolato Savannah, che è una libera trasposizione delle ultime ore di vita dell'attrice. La canzone Lower degli Slash's Snakepit, come ammette Slash, che ha avuto una storia con Savannah, è stata ispirata dal suo suicidio.

## Premi e riconoscimenti
AVN Award
- 1992 - Best New Starlet[2]
- 1996 - Hall of Fame[3]

## Filmografia
- Bad Girls 3 (1990)
- Cherry Cheerleaders (new) (1990)
- Desire (1990)
- Eliminators (1990)
- Forever (1990)
- Hot Blondes (new) (1990)
- Hot Savannah Nights (1990)
- Nasty Jack's Homemade Video 8 (1990)
- Ride A Cock Horse (1990)
- Sextacy 19: Pussy Whipped Pussies (1990)
- Shipwrecked (new) (1990)
- Surf City Sex (1990)
- Sweet Cheeks (1990)
- Teacher's Pet (1990)
- Toe Job (1990)
- Trouble Maker (1990)
- Amateur American Style 30 (1991)
- America's Nastiest Home Videos 4 (1991)
- America's Nastiest Home Videos 5 (1991)
- Autoerotica 1 (1991)
- Autoerotica 2 (1991)
- Blonde Forces (1991)
- Blonde Savage (1991)
- Cheating Hearts (1991)
- Ecstasy (1991)
- End Results (1991)
- Happy Endings (1991)
- Hurts So Good (1991)
- Indian Summer (1991)
- Indian Summer 2: Sandstorm (1991)
- Laying The Ghost (1991)
- Leg Ends 3 (1991)
- Made in Heaven (1991)
- Nasty Reputation (1991)
- Naughty Nymphs (new) (1991)
- New Wave Hookers 2 (1991)
- No Boys Allowed (1991)
- Not With My Wife (1991)
- On Trial 1: In Defense of Savannah (1991)
- Racquel's Addiction (1991)
- Raunchy Ron Presents America's Dirtiest Home Videos 3 (1991)
- Roxy (1991)
- Skippy, Jif And Jam (1991)
- Spectacle (1991)
- Sweet Stuff (1991)
- Teasers 1 (1991)
- Turn Up The Heat (new) (1991)
- Vision (1991)
- Vow Of Passion (1991)
- What Kind of Girls Do You Think We Are (new) (1991)
- Women in Love (1991)
- Adult Video News Awards 1992 (1992)
- America's Nastiest Home Videos 10 (1992)
- Angels (1992)
- Best of Footworship 3 (1992)
- Crazy On You (1992)
- Diamond Collection Double X 65 (1992)
- Dirty Dave's American Amateurs 3 (1992)
- Dixie Dynamite And The All-star Tit Queens (1992)
- Every Man's Fancy (new) (1992)
- Flash Floods (1992)
- Gazongas 1 (new) (1992)
- Hot Holes (1992)
- House of Sleeping Beauties (1992)
- House of Sleeping Beauties (Director's Cut) (1992)
- House of Sleeping Beauties 2 (1992)
- On Trial 2 (1992)
- On Trial 3 (1992)
- On Trial 4 (1992)
- Raunchy Ron Presents America's Dirtiest Home Videos 7 (1992)
- Reflections Of Innocence (new) (1992)
- Runaway (1992)
- Savannah Superstar (1992)
- Sinderella 1 (1992)
- Sinderella 2 (1992)
- Smarty Pants (1992)
- Southern Accents (1992)
- Speedster (1992)
- Telemates (new) (1992)
- Tight Fit (new) (1992)
- Battle of the Superstars (1993)
- Best of Teri Weigel 2 (1993)
- Deep Inside Racquel Darrian (1993)
- Deep Inside Savannah (1993)
- Dirty Nurses (1993)
- Girls Who Shave Girls (1993)
- Hole In One (1993)
- Hollywood X-posed 1 (1993)
- Hustlers (1993)
- Ladies Lovin' Ladies 3 (1993)
- Naughty But Nice (1993)
- Savannah Affair (1993)
- Savannah R.N. (1993)
- Savannah: Only the Best (1993)
- Savannah's Last Stand (1993)
- Secret Fantasies 3 (1993)
- Skippy, Jif And Jam (new) (1993)
- Starbangers 1 (1993)
- Suburban Swingers 1 (1993)
- Taming of Savannah (1993)
- True Legends of Adult Cinema: The Modern Video Era (1993)
- Wet Event (1993)
- Where the Boys Aren't 4 (1993)
- Bad Medicine (new) (1994)
- Gang Bang Cum Shots 1 (1994)
- Hometown Honeys 2 (new) (1994)
- Hot Spot (1994)
- Love Seats (1994)
- Summertime Boobs (1994)
- Wild Thing (1994)
- Bums Away (1995)
- Just For The Fun Of It (1995)
- Kinky Nurses (1995)
- Petite And Sweet 1 (1995)
- Savannah: The Girl Just Can't Help It (1995)
- Savannah's Desire (1995)
- Let's Fall in Love (1996)
- Outrageous (1996)
- Sleeping Booty (2001)
- Saturday Night Beaver (2003)
- Eye Spy: Kira Kener (2005)
- Great White North 1 (2005)